# Marc-André Bédard (biathlon)
Pour les articles homonymes, voir Marc-André Bédard et Bédard.
Marc-André Bédard, né le 9 février 1986 à Saint-Gabriel-de-Valcartier au Québec, est un biathlète canadien.

## Biographie
Il fait ses débuts au niveau international en 2004. Aux Championnats du monde jeunes 2004 et 2005, il est médaillé d'argent au relais. Aux Championnats du monde junior 2007, il est médaillé de bronze au relais.
Il remporte sa première course internationale en mars 2008, le sprint de Cesana comptant pour la Coupe d'Europe.
Il apparaît pour la première fois en Coupe du monde en fin de saison 2008-2009 à Trondheim.
En janvier 2010, il obtient son meilleur résultat dans l'élite en se classant 20e du sprint d'Antholz, marquant par la même occasion ses premiers points en Coupe du monde. Le mois suivant, il prend part aux Jeux olympiques de Vancouver et dispute l'épreuve de relais au sein de l'équipe du Canada qui se classe dixième.

## Palmarès

### Jeux olympiques d'hiver
| Épreuve / Édition | Vancouver 2010 |
| Relais            | 10e            |

### Championnats du monde
| Mondiaux \ Épreuve | Individuel | Sprint | Poursuite | Départ en masse | Relais | Relais mixte |
| 2012 Ruhpolding    | 69e        | 55e    | 52e       | -               | 13e    | -            |

### Coupe du monde
- Meilleur classement général : 89e en 2010.
- Meilleur résultat individuel : 20e.

#### Classements en Coupe du monde
| Saison    | Classement général final | Individuel | Sprint | Poursuite | Mass-start |
| 2008-2009 | nc                       |            | nc     | nc        |            |
| 2009-2010 | 89e                      | nc         | 77e    | nc        |            |
| 2010-2011 | nc                       | nc         | nc     | nc        |            |
| 2011-2012 | nc                       | nc         | nc     | nc        |            |
| 2012-2013 | 95e                      |            | nc     | 76e       |            |
| 2013-2014 | nc                       |            | nc     |           |            |
| 2014-2015 | nc                       | nc         | nc     |           |            |

### Championnats du monde junior
- Médaille de bronze du relais en 2007.

### Championnats du monde jeunesse
- Médaille d'argent du relais en 2004 et 2005.